# Arrondissement La Réole
La Réole is een voormalig arrondissement in het departement Gironde in de Franse regio Nouvelle-Aquitaine. Het arrondissement werd op 17 februari 1800 gevormd en op 10 september 1926 opgeheven. De zes kantons werden bij de opheffing toegevoegd aan het arrondissement Langon.

## Kantons
Het arrondissement was samengesteld uit de volgende kantons:
- kanton Monségur
- kanton Pellegrue
- kanton La Réole
- kanton Saint-Macaire
- kanton Sauveterre-de-Guyenne
- kanton Targon